# Europa Cup (mannenhandbal) 1959/60
De European Champions Cup 1959/60 was de derde editie van de hoogste handbalcompetitie voor clubs in Europa. Het West-Duitse Frisch Auf Göppingen won voor het eerst de European Champions Cup.

## Deelnemers
| Voorronde           | Voorronde        | Voorronde            | Voorronde        |
| ------------------- | ---------------- | -------------------- | ---------------- |
| ROC Flémalle        | AGF Aarhus       | Frisch Auf Göppingen | Union Helsinki   |
| Paris UC            | Borac Banja Luka | HB Eschois Fola      | TV/Aalsmeer      |
| IK Fredensborg Oslo | Sparta Katowice  | FC Proto             | Dinamo București |
| Dukla Praag         | BTV St. Gallen   |                      |                  |
| Hoofdronde          |                  |                      |                  |
| Redbergslids IK     |                  |                      |                  |

## Voorronde
| Team 1               | Score   | Team 2              |
| -------------------- | ------- | ------------------- |
| Frisch Auf Göppingen | NG      | Union Helsinki      |
| TV/Aalsmeer          | 17 - 13 | BTV St. Gallen      |
| Sparta Katowice      | 13 - 13 | Dinamo Boekarest    |
| Sparta Katowice      | 11 - 14 | Dinamo Boekarest    |
| Dukla Praag          | 31 - 19 | Borac Banja Luka    |
| AGF Aarhus           | 24 - 11 | IK Fredensborg Oslo |
| FC Proto             | 21 - 11 | ROC Flémalle        |
| Paris UC             | 15 - 12 | HB Eschois Fola     |

## Hoofdronde

### Kwartfinale
| Team 1               | Score   | Team 2          |
| -------------------- | ------- | --------------- |
| Frisch Auf Göppingen | 27 - 12 | TV/Aalsmeer     |
| Dinamo Boekarest     | 23 - 22 | BTV St. Gallen  |
| AGF Aarhus           | 17 - 16 | Redbergslids IK |
| Paris UC             | 18 - 13 | FC Proto        |

### Halve finale
| Team 1               | Score   | Team 2           |
| -------------------- | ------- | ---------------- |
| Frisch Auf Göppingen | 10 - 08 | Dinamo Boekarest |
| AGF Aarhus           | 20 - 10 | Paris UC         |

### Finale
| Datum         | Team 1               | Score | Team 2     | Plaats            |
| ------------- | -------------------- | ----- | ---------- | ----------------- |
| 12 maart 1960 | Frisch Auf Göppingen | 18-13 | AGF Aarhus | Parijs, Frankrijk |

|                                 |
|                                 |
| Frisch Auf Göppingen 1ste titel |